# Van Gogh (Band)

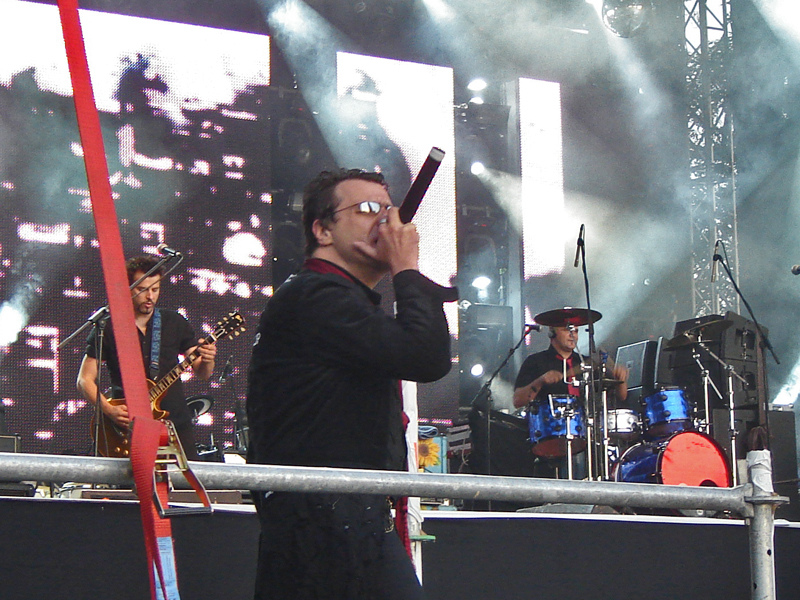
Van Gogh

Van Gogh ist eine ehemals jugoslawische, heute serbische Rockband.
Die heute dreiköpfige Gruppe wurde 1986 gegründet, ihr erstes Album erschien im gleichen Jahr. Nach einer ersten Trennung wurde die Band 1990 neu gegründet. In den 1990ern war Van Gogh die populärste Rockgruppe Serbiens. Mittlerweile sind von der ursprünglichen Besetzung nur der Gründer und Sänger der Band, Zvonimir Đukić, und der Schlagzeuger Srboljub Radivojević geblieben. Die Gruppe bekam den MTV Europe Music Awards für den „Best Adriatic Act“ (ehemaliges Jugoslawien) 2007.

## Bandmitglieder
Aktuelle Mitglieder
- Zvonimir Đukić „Đule“ (Gesang, Gitarre)
- Dejan Ilić (Bass)
- Srboljub Radivojević „Srba“ (Schlagzeug)

Ehemalige Mitglieder
- Goran Milisavljević (Gesang)
- Predrag Popović (Bass)
- Aleksandar Barać (Bass)
- Dušan Bogović „Gary“ (Bass)
- Đorđe Petrović (Keyboard)
- Vlada Barjaktarević (Keyboard)

## Diskografie

### Studio-Alben
- Van Gogh (1986)
- Svet je moj (1991) (Die Welt ist mein)
- Strast (1993) (Leidenschaft)
- Hodi (1996) (Komm)
- Opasan ples (1999) (Gefährlicher Tanz)
- DrUnder (2002)
- Kolo (2006) (Reigentanz)
- Lavirint (2009) (Labyrint)
- Neuveren u svemu (2013)
- Ako stanemo, gubimo sve (2016)

### Kompilationen
- Tragovi prošlosti (1995)
- Rani radovi, 1991-2001 (2001) (Frühe Arbeiten)

### Live-Alben
- No Comment (1997)
- Happy New Ear (2001)
- Belgrade Arene/Live 19.may 2007 (2007)

### Singles
- Tragovi prošlosti / Samo san (1986) (Spuren der Vergangenheit / Nur Traum)
- Tvoj smeh / Kako zove se (1987) (Dein Lachen / Wie heißt es)
- Gubiš me / Tvojim imenom (1990) (Du verlierst mich / Mit deinem Namen)
- Zemlja čuda / Besnilo (1994)  (Welt der Wunder / Wut)
- Qu'hier que demain (Polje snova mix) / Polje snova (Unplugged) (1998) (Feld der Träume)
- Brod od papira / Interview with Đule (1999) (Schiff aus Papier / Interview with Đule)
- Spisak razloga (2006) (Verzeichnis der Gründe)